# Логинов, Иван Михайлович
Иван Михайлович Логинов (19 марта 1892 — 2 декабря 1959) — генерал-лейтенант интендантской службы ВС СССР, Главный квартирмейстер Народного Войска Польского в 1944—1945 годах.

## Биография
Русский. Окончил 4 класса школы. Участник Первой мировой войны в составе Русской императорской армии. На службе в РККА с февраля 1918 года, участник Гражданской войны в России. В 1926 году окончил высшие командные курсы, в том же году назначен начальником снабжения стрелкового корпуса. Занимал посты помощника начальника и начальника снабжения военного округа, начальника кафедры и факультета в Военно-хозяйственной академии, начальника интендантского управления военного округа. 28 ноября 1935 года приказом Народного комиссариата обороны СССР по личному составу № 2488 произведён в дивинтенданты. Постановлением Совета народных комиссаров № 945 от 4 июня 1940 года и на основании указа Президиума Верховного Совета СССР от 7 мая 1940 произведён в генерал-майоры интендантской службы.
На момент начала Великой Отечественной войны был начальником тыла стрелкового корпуса. В годы Великой Отечественной войны — начальник тыла ряда фронтов. 1 сентября 1943 года произведён в генерал-лейтенанты интендантской службы. Квартирмейстер одного из украинских фронтов, участник освобождения Подкарпатья от немецко-фашистских захватчиков. 1 октября 1944 года направлен на службу в Войско Польское, занимал пост Главного квартирмейстера Войска Польского с 8 октября 1944 по 16 июля 1945 года. Организатор интендантской службы в Войске Польском. Отмечен рядом наград: трижды награждался орденом Красного Знамени (1943, 1944 и 1945), медалью XX лет РККА, орденом Кутузова II степени. Награждён Орденом Креста Грюнвальда II и III степеней. В 1945 году награждён за ценный вклад в организацию Народного Войска Польского.
После войны — начальник тыла Южной группы войск, Белорусского военного округа; до 1951 года помощник начальника Военной академии им. М. В. Фрунзе по материальному обеспечению. В 1951—1953 годах — консультант при заместителе военного министра по тылу.

## Награды

### СССР
- Орден Красного Знамени (10 января 1944) — «за образцовое выполнение боевых заданий Командования на фронте борьбы с немецкими захватчиками и проявленные при этом доблесть и мужество»[1][9]
- Орден Кутузова II степени (9 августа 1945) — «за успешное выполнение заданий Верховного Главнокомандования на фронте борьбы с немецкими захватчиками»[2][10]
- Медаль «За освобождение Варшавы»
- Медаль «За победу над Германией в Великой Отечественной войне 1941—1945 гг.»

### Польша
- Орден «Крест Грюнвальда» II класса (1945)[4]
- Орден «Крест Грюнвальда» III класса (1945)[4]